# 图拉尼亚
图拉尼亚（義大利語：Turania），是意大利列蒂省的一个市镇。总面积8.6平方公里，人口248人，人口密度28.8人/平方公里（2009年）。ISTAT代码为057071。